# Patrick De Rynck
Patrick De Rynck (Poperinge, 15 maart 1963) is een Belgisch classicus, actief als auteur, bloemlezer, vertaler, recensent en (eind)redacteur.

## Biografie
Patrick De Rynck studeerde klassieke filologie aan de Katholieke Universiteit Leuven. In 1992 verzorgde hij met Andries Welkenhuysen zijn De Oudheid in het Nederlands, een bibliografische gids, en in 1993 zijn eerste bloemlezing over Griekse en Romeinse literatuur. In 1997 debuteerde hij met een interpretatie van verhalen uit de klassieke mythologie van het Oude Griekenland, in De knipoog van Medusa. Avonturen van oude Grieken. In 1999 leverde hij zijn eerste werk als vertaler af met de biografie over Karel de Grote van Einhard, in Het leven van Karel de Grote.
Dat jaar begon hij ook teksten te schrijven voor audiogidsen (voor kinderen en volwassenen) in opdracht van Vlaamse, Brusselse en Nederlandse musea.
Hij recenseert boeken in verband met de oudheid, sinds 1996 voor De Morgen en sinds 2000 in de Standaard der Letteren. Hij is soms ook te horen op VRT-radiozenders.
Als eindredacteur is hij sinds 2012 verbonden met het tijdschrift ZAAL Z van het Koninklijk Museum voor Schone Kunsten Antwerpen en werkte hij ook voor het Museum aan de Stroom (MAS in Antwerpen) en het Gallo-Romeins Museum (Tongeren). Voor die musea en het Openluchtmuseum Bokrijk werkte hij ook mee aan tentoonstellingen. In 2021 was hij co-curator van Oog in oog met de Romeinen in Tongeren en verzorgde er ook een (audio)blog. Daarnaast doet hij (eind)redactiewerk voor onder meer de Koning Boudewijnstichting, de provincie Antwerpen, de Phoebus Foundation, Stad Leuven, Ontwerpbureau Bailleul en de Koninklijke Vlaamse Academie van België voor Wetenschappen en Kunsten. Sinds enkele jaren schrijft hij in het Nederlands-Vlaamse tijdschrift voor museumprofessionals Museumpeil.
Sinds 2015 verblijft hij voor de realisatie van projecten jaarlijks een maand in Rome.

## Hic et Nunc
Patrick De Rynck is oprichter en hoofdredacteur van het webplatform www.hic-nunc.be. Het thema van de website is ‘de verwevenheid van onze tijd met de oudheid’. De Rynck verzamelt op Hic et Nunc een brede waaier aan geschreven artikels, beeldmateriaal, geluidsfragmenten, ... over actuele thema's en hun verwantschap met de (klassieke) oudheid.

#### Auteurs die meewerken aan Hic et Nunc
- Tinneke Beeckman
- Evelien Bracke
- Paul Claes
- Roel Daenen
- Koert Debeuf
- Maarten De Pourcq
- Bram De Rynck
- Luc Devoldere
- Aline D’Haese
- Rashif El Kaoui
- Lou Gyselen
- Adeline Hoffelinck
- Leen Huet
- Sandra Langereis
- Patrick Lateur
- Sadi Maréchal
- Tom Naegels
- Jeroen Olyslaegers
- David Rijser
- Noémie Schellens
- Koen Vacano
- Stefan van den Broeck
- Toon van Houdt
- Joke van Leeuwen
- Herbert Verreth

### Eigen boeken
(* = eigen werk, niet in opdracht)
- Bram en Patrick De Rynck, Check it out. It’s hiphop[dode link], Angèle, 2019.
- Patrick De Rynck en Jon Thompson, De kunst van het kijken. Van Giotto tot Warhol, Ludion, 2018.
- (samen met vijf andere auteurs) 200 jaar UGent in 200 objecten, Hannibal, 2017.
- Patrick De Rynck en Toon Van Houdt, De nieuwe Grieken en Romeinen. Verrassende confrontaties met de klassieke oudheid, Garant, 2016.
- Timeless beauty. Door de lens van Marc Lagrange. In de woorden van klassieke auteurs, Gallo-Romeins Museum, 2016.
- Patrick De Rynck en Wout De Vuyst, STA°M. Stadsmuseum Gent. De collectie 1833-2016, Snoeck/STAM, 2016.
- Tongeren. De basiliek en het Teseum. Archeologische site / Kerk / Schatkamer / Processies, Openbaar Kunstbezit in Vlaanderen, 2016.
- Stijn Streuvels. Het Lijsternest. Het verhaal van de schrijver en zijn huis, Provincie West-Vlaanderen, 2015.
- Bezoekersgids Sint-Baafskathedraal, Openbaar Kunstbezit Vlaanderen, 2014.
- Vertellen. Maatschappelijk innoveren vanuit sociaal-cultureel perspectief, Socius, 2014. – Fotografie: Koen Broos.
- Strijdperk Vlaanderen. 2000 jaar erfgoed van grote conflicten, Davidsfonds Uitgeverij, 2011. – Fotografie: Jan Crab.
- Spel van geven en nemen. De mens, het erfgoed en de vier elementen, Davidsfonds Uitgeverij, 2010. – Fotografie: Jan Crab.
- Dit is België. In tachtig meesterwerken, Athenaeum-Polak & Van Gennep, 2010.
- Topstukken in Vlaanderen. Gids langs beschermd erfgoed, Openbaar Kunstbezit in Vlaanderen, 2009.
- Monumenten met een hart. De 7 werken van barmhartigheid, Davidsfonds/Leuven, 2009. – Fotografie: Stefan Dewickere.
- De kunst van het kijken. Bijbelverhalen en mythen in de schilderkunst van Giotto tot Goya, Ludion, 2008 – Vertaald in een vijftal talen (Engels, Frans, Duits…).
- Kunstenaarsmusea in België, Ludion, 2009.
- Het Rubenshuis. Het ongeschreven verhaal van De Vrienden en de collectie, Davidsfonds/Leuven, 2009.
- M Leuven. Het museum en de collectie, Lannoo, 2009.
- Museum Mayer van den Bergh, een keuze uit de mooiste werken, Ludion, 2007.
- De Museumgids. Vlaanderen & Brussel, Openbaar Kunstbezit Vlaanderen, 2005.
- Hout in het interieur. Open Monumentendag Vlaanderen 2005, Borgerhoff & Lamberigts, 2005.
- De kunst van het kijken. Iconografie van de Europese schilderkunst, 14e-18e eeuw, Ludion, 2004 – Vertaald in onder meer het Engels, Frans, Duits, Spaans, Pools, Japans en Koreaans.
- Herontdek P.P. Rubens in Antwerpen. Wandelgids, BAI, 2004.
- De kleine Griekse mythologie, Athenaeum-Polak & Van Gennep, 2000.
- Het ei van Helena. Avonturen met Griekse godinnen, Davidsfonds/Clauwaert, 1999.
- De knipoog van Medusa. Avonturen van oude Grieken, Davidsfonds/Clauwaert, 1997.
- Patrick De Rynck en Andries Welkenhuysen, De Oudheid in het Nederlands. Repertorium en bibliografische gids voor vertalingen van Griekse en Latijnse auteurs en geschriften, Ambo, 1992.

### Vertalingen
- Marcus Sidonius Falx en Jerry Toner, Hoe word ik een Romein?, Athenaeum-Polak & Van Gennep, 2018.
- Craig Harline, Jacobs vlucht. Een familiesaga uit de Gouden Eeuw, Van Tilt, 2016.
- Marcus Sidonius Falx. Handboek slavenmanagement. Met medewerking van Jerry Toner. Met een voorwoord van Mary Beard, Athenaeum-Polak & Van Gennep, 2015.
- Philip Matszak, Het oude Athene voor vijf obolen per dag, Athenaeum-Polak & Van Gennep, 2009.
- De grapjas. Een moppenboek uit de oudheid, Athenaeum-Polak & Van Gennep, 2008.
- Philip Matyszak, Het oude Rome voor vijf denarii per dag, Athenaeum-Polak & Van Gennep, 2008 (herdruk 2015).
- Avonturen van Alexander de Grote. De Alexanderroman, Athenaeum-Polak & Van Gennep, 2000 (herdruk 2004).
- Craig Harline, De wonderen van Jezus-Eik. Mirakelverhalen uit de zeventiende eeuw, Bert Bakker, 2003.
- Poggio Bracciolini, Het pauselijk leugenpaleis, Uitgeverij P, 2003.
- Einhard, Het leven van Karel de Grote, Athenaeum-Polak & Van Gennep, 1999.

### Bloemlezingen
- Gaius Valerius Catullus, Odi et amo. Carmen 85. Een collectie van 50 vertalingen, Carptim, 2017.
- Komt een Griek bij de dokter. Humor in de oudheid. Samengesteld door Patrick De Rynck en Mark Pieters, Athenaeum-Polak & Van Gennep, 2007
- Over de Styx. Grieken, Romeinen en de Onderwereld. Samengesteld door Mark Pieters en Patrick De Rynck, Athenaeum-Polak & Van Gennep, 2003
- Van alfa tot omega. Een klassiek abc. Bekende en verrassende passages uit de Griekse en Romeinse literatuur. Samengesteld door Patrick De Rynck en Mark Pieters, Athenaeum-Polak & Van Gennep, 2000
- Oude keizers, nieuwe kleren. Griekse en Latijnse vertalersvondsten. Onder redactie van Vincent Hunink, Mark Pieters en Patrick De Rynck, Athenaeum-Polak & Van Gennep, 1997.
- Op de snaren van Apollo. Acht eeuwen Latijnse poëzie. Samengesteld en ingeleid door Patrick De Rynck, 1993.

### Redactie
- Samen monumenten vieren. 30 jaar Open Monumentendag, Herita, 2018. – Patrick De Rynck is coauteur en eindredacteur van dit boek.
- Bokrijk. Gisteren – vandaag – morgen. Redactie: Hilde Schoefs & Patrick De Rynck, Hannibal, 2018.
- Lust for life, Hannibal, 2016. – Boek n.a.v. de expo Zot geweld/Dwaze maagd in het Hof van Busleyden, Mechelen.
- Honderd topstukken, honderd verhalen, Gallo-Romeins Museum, 2016. – Het collectieboek van het GRM.
- Bert van Doorslaer en Patrick De Rynck (ed.), Mijnerfgoed in Limburg. Ondergronds verleden, bovengrondse toekomst, Openbaar Kunstbezit Vlaanderen, 2012.
- Marc Waelkens en Jeroen Poblome, Sagalassos. Droomstad in de bergen, Openbaar Kunstbezit Vlaanderen, 2011. – Patrick De Rynck is (eind)redacteur van dit boek.
- Terenja Van Dijk en Patrick De Rynck, Belichte stad. Over dag, licht en nacht, Lannoo/STAM, 2010.
- De hemel in tegenlicht. Macht en devotie in het aartsbisdom Mechelen, Lannoo, 2009.